# خوسيه أمايا
خوسيه أمايا (بالإسبانية: José Antonio Amaya)‏ (16 يوليو 1980 ببارانكيا في كولومبيا - ) هو لاعب كرة قدم كولومبي في مركز الوسط. شارك مع منتخب كولومبيا لكرة القدم. أما مع النوادي، فقد لعب مع أتلتيكو جونيور وأتلتيكو ناسيونال وبرشلونة جواياكويل ونادي ميلوناريوس وPatriotas Boyacá ‏ ونادي يونياوتيونوما.

## مسيرته الكروية
لعب خوسيه أمايا خلال مسيرته الاحترافية مع 6 أندية في ثمانية عشر موسمًا وسجل خلالها 16 هدفًا ضمن 506 مباراة. ولم يفز بأي موسم بالكأس وفاز في خمسة مواسم بالدوري.
خاض خوسيه أمايا مسيرته مع نادي أتلتيكو جونيور في موسم 1999 في المرة الأولى ليلعب معه ستة مواسم ثم ما بين عامي 2011 و2012 لمدة موسم واحد، مشاركًا طوالها في 224 مباراة سجل خلالها 7 أهداف. ثم انتقل إلى نادي أتلتيكو ناسيونال في موسم 2005 ليلعب معه ستة مواسم، حيث شارك في 188 مباراة سجل خلالها 4 أهداف. لينتقل بعدها إلى نادي ميلوناريوس ما بين عامي 2010 و2011 لمدة موسم واحد، مشاركًا في 13 مباراة سجل خلالها هدفًا واحدًا. ثم انتقل إلى نادي برشلونة ما بين عامي 2012 و2013 لمدة موسم واحد، مشاركًا في 26 مباراة سجل خلالها 3 أهداف. هذا وانتقل لاحقًا إلى Patriotas Boyacá ‏ ما بين عامي 2013 و2014 لمدة موسم واحد، مشاركًا في 10 مباريات ولم يسجل أي هدف. ثم انتقل بعدها إلى نادي يونياوتيونوما في عامي 2014-2016 ولمدة موسمين، مشاركًا في 45 مباراة سجل خلالها هدفًا واحدًا.

## وصلات خارجية
- خوسيه أمايا على موقع قاعدة بيانات كرة القدم.إي يو (الإنجليزية)
- خوسيه أمايا على موقع ناشيونال فوتبول تيمز (الإنجليزية)
- خوسيه أمايا على موقع Soccerway.com (الإنجليزية)
- خوسيه أمايا على موقع AS.com (الإسبانية)